# Tadeusz Kuczyński (prawnik)
Tadeusz Kuczyński (ur. 14 lutego 1952 w Sycowie) – polski prawnik, specjalizujący się w ochronie własności intelektualnej oraz prawie pracy; nauczyciel akademicki; sędzia Naczelnego Sądu Administracyjnego.

## Życiorys
Urodził się w 1952 roku w Sycowie. W latach 1970–1975 odbył studia prawnicze na Wydziale Prawa i Administracji Uniwersytetu Wrocławskiego. Uzyskał po ich ukończeniu tytuł magistra po obronie pracy pt. Doktryna Narodowej Demokracji w Królestwie Polskim do 1918 roku, napisanej pod kierunkiem prof. Karola Joncy. Po studiach podjął pracę jako aplikant w Prokuraturze Rejonowej w Lubinie. Od grudnia 1975 roku związał się z macierzystą uczelnią, podejmując pracę w Instytucie Prawa Cywilnego. Stopień naukowy doktora nauk prawnych uzyskał po obronie w 1981 roku pracy pt. Nagrody w dziedzinie wynalazczości i racjonalizacji, przygotowanej pod kierunkiem prof. Waleriana Sanetry. Stopień naukowy doktora habilitowanego w zakresie prawa pracy otrzymał w 1992 roku na podstawie rozprawy pt. Ochrona twórczości artystycznej według prawa pracy i ubezpieczenia społecznego. W 1996 roku otrzymał nominację na stanowisko profesora nadzwyczajnego w Zakładzie Prawa Pracy Instytutu Prawa Cywilnego UWr. W 2001 roku uzyskał tytuł profesora nauk prawnych. 
Tadeusz Kuczyński aktywnie uczestniczył w działalności organizacyjnej Uniwersytetu Wrocławskiego. W kadencji 1993–1996 był prodziekanem Wydziału Prawa i Administracji na kierunku prawo stacjonarne. Od 1993 roku pełnił funkcję rzecznika dyscyplinarnego dla nauczycieli akademickich. Od 1997 roku jest kierownikiem Zespołu Badawczego Prawa Własności Intelektualnej. Był członkiem senackiej Komisji do Spraw Studenckich (1993–1996) oraz senackiej Komisji Statutowej (1996–1999). Od kilku kadencji jest członkiem Wydziałowej Komisji Wydawniczej. Był wielokrotnie sekretarzem, a następnie przewodniczącym Wydziałowej Komisji Rekrutacyjnej. Obecnie pełni funkcję kierownika Zakładu Prawa Pracy UWr.

## Dorobek naukowy
Jego dorobek naukowy obejmuje 64 pozycje biograficzne, a wśród nich monografie, artykuły, glosy, sprawozdania naukowe. Jest także autorem haseł z zakresu prawa pracy w wydawnictwach encyklopedycznych. W jego zainteresowaniach badawczych można wyodrębnić trzy nurty: 
- problematykę prawa pracy twórczej,
- szeroko rozumianą konkurencję, w tym nieuczciwą konkurencję w stosunkach pracy,
- stosunki służbowe.

W 1992 roku był członkiem zespołu opracowującego na zlecenie Rady Ministrów i Senatu RP ekspertyzę dotyczącą gmin i powiatów po reformie samorządowej. Pod jego kierunkiem przygotowanych zostało ponad 100 prac magisterskich i siedem doktoratów, m.in. Agnieszkę Górnicz-Mulcahy i Aleksandra Dańdę. Do 2016 Tadeusz Kuczyński łączył wiedzę merytoryczną ze znajomością praktyki stosowania prawa pracy, wykonując dodatkową pracę jako sędzia Wojewódzkiego Sądu Administracyjnego we Wrocławiu oraz Naczelnego Sądu Administracyjnego. Wyróżniony Medalem „Zasłużony dla Wymiaru Sprawiedliwości – Bene Merentibus Iustitiae”.

## Wybrane publikacje
- Właściwość sądu administracyjnego w sprawach stosunków służbowych, Wrocław 2000.
- Prawo o ustroju sądów administracyjnych, Warszawa 2009, współautorka: Małgorzata Masternak-Kubiak.
- Stosunek służbowy, Warszawa 2011.